# Na de sterren
Na de sterren is een verzamelbundel waarvoor Marga Minco zelf haar beste verhalen en kinderverhalen koos, samen met de roman Een leeg huis. Het verscheen in 2015 als derde in de reeks Gedundrukt door Van Oorschot. De bundel bevat naast de 22 verhalen en de roman ook een tekst van Marga Minco over de namen die zij in haar leven heeft gebruikt.

## Inhoudsopgave
- 1940-1965
  - Het voetbad (1951)
  - Een verhoor (1951)
  - Vlinders vangen op Skyros (1954)
  - Het adres (1957)
  - Iets anders (1957)
  - In het voorbijgaan (1959)
  - De dochters van de majoor (1959)
  - Terugkeer (1965)
  - Het lelijke knikkertje werd mooi (1940)
- Een leeg huis (1966)
- 1968-2007
  - De wandelende struik (1968)
  - De stoep (1969)
  - De dag dat mijn zuster trouwde (1970)
  - Hier is Moos (1973)
  - Om zeven uur (1974)
  - Gina's pijn (1981)
  - De bol en de Bolero (1990)
  - De dorpsoudste (1991)
  - Storing (1994)
  - Achter het schot (2004)
  - De tuin (2004)
  - Een besluit (2007)
  - Werkdrift (2007)
- Namen (1979)

## Verantwoording
Van de verhalen is Het lelijke kikkertje werd mooi het enige verhaal dat niet eerder in een bundel is verschenen.
De roman Een leeg huis is eerder afzonderlijk gepubliceerd.
De wandelende struik komt uit de bundel De trapeze(1968).
In het laatste stuk, Namen, beschrijft Marga Minco de namen die zij in haar leven heeft gebruikt. Het is een aangepaste versie van Maarts viooltje, geschreven voor het derde deel van de schrijversreeks Floroskoop, maart 1979.
Alle andere verhalen zijn (o.a.) verschenen in de bundel Achter de muur; verzamelde verhalen (2010).